# Жозеф Ламот
Жозеф Ламот — гаїтянський політичний діяч, тимчасовий президент Гаїті 1879 року.

## Політична кар'єра
Після бурхливих дебатів 30 червня 1879 року в парламенті, в Порт-о-Пренсі почались заворушення. В результаті цього уряд було усунуто від влади, президент П'єр Теома Буарон-Каналь склав свої повноваження 17 липня того ж року. На його місце тимчасово був призначений Ламот.
У серпні 1879 з вигнання повернувся на батьківщину Луї Саломон, якого у жовтні було обрано президентом.